# Ferdinand von Roemer
Ferdinand von Roemer (magyarosan Roemer Ferdinánd)  (Hildesheim, 
1818. január 5. – Breslau, 1891. december 14.) német geológus.

## Életpályája
Jogi tanulmányokat végzett Göttingenben és Heidelbergben, azután Berlinben a természettudományokat tanulmányozta. 1845 és 1847 között tudományos utat tett az Amerikai Egyesült Államokban. Kutatásai hozzájárultak több déli állam, így Texas és Tennessee geológiai feltárásához. 1855-ben Bonnban rendes tanár lett.

## Művei
- Das Rhein. Übergangsgebirge (Hannover, 1844);
- Texas mit besond. Rücksicht auf die deutsche Auswanderung (Bonn, 1849);
- Die Kreidebildung von Texas (Bonn, 1852);
- Lethaea geognostica (Bronn-nal, 3. kiad. 3 köt. Stuttgart, 1851-56);
- Die Silurische Fauna des westl. Tennessee (Bonn, 1860);
- Die fossile Fauna der silurischen Diluvialgeschiebe von Sadewitz (Bonn, 1861);
- Lethaea palaeozoica (Stuttgart, 1876 és következő évek);
- Lethaea erratica (Berlin, 1885).